# Las Terrenas
Las Terrenas è un comune della Repubblica Dominicana  situato nella Provincia di Samaná. È noto a livello internazionale per essere un centro turistico grazie alle sue spiagge di sabbia bianca e acque cristalline. I visitatori provengono perlopiù dal continente europeo: spagnoli, italiani, francesi e tedeschi, ma ultimamente sono anche americani, canadesi e russi. Una delle zone più conosciute della città, è il Pueblo de los Pescadores ("villaggio dei pescatori"). Il suo nome deriva dal fatto che originariamente era la zona con la maggior concentrazione di capanne di pescatori. Oggi è occupato da ristoranti bar e locali per ballare differenti generi musicali, i quali attraggono sia turisti che residenti grazie anche alla posizione direttamente sul mare. Nel 2012 il Pueblo de Los Pescadores fu distrutto da un incendio e rapidamente ricostruito in stile stile coloniale caribeño. Tra le spiagge più conosciute ci sono Punta Popy, Playa las Ballenas, Playa Bonita e Cosón. La regione è in costante crescita grazie agli investimenti in edifici turistici come alberghi, locali, ristoranti e negozi, come per esempio Puerto Plaza las Terrenas, con un'architettura simile a quella di una barca. 

## Storia
La città è stata fondata nel 1946, quando il presidente Rafael Leonidas Trujillo ordinò ai poveri abitanti di Santo Domingo di trasferirsici come agricoltori e pescatori. Las Terrenas era allora un piccolo villaggio di pescatori isolato dal resto del paese: la strada che unisce Las Terrenas a Sánchez (aperta solo dal 1989), era impraticabile, e raggiungere la comunità era un'avventura. Non vi è stata elettricità corrente sino al 1994.
Nel corso degli anni il borgo si è sviluppato e le tipiche capanne dei pescatori, grazie al turismo, si sono lentamente trasformate in bar, ristoranti e negozi. La bellezza del luogo, la coesistenza quasi perfetta di diverse nazionalità (francese, italiana, tedesca, svizzera, canadese, americana, spagnola, e naturalmente dominicana), hanno contribuito a rendere Las Terrenas una realtà sociale pressoché unica in Repubblica Dominicana. Oggi Las Terrenas è una località balneare che può ospitare ugualmente coloro che vogliono condividere una vacanza in famiglia, che vogliono festeggiare con amici, praticare sport, rilassarsi, o cimentarsi in escursioni eco-turistiche. 

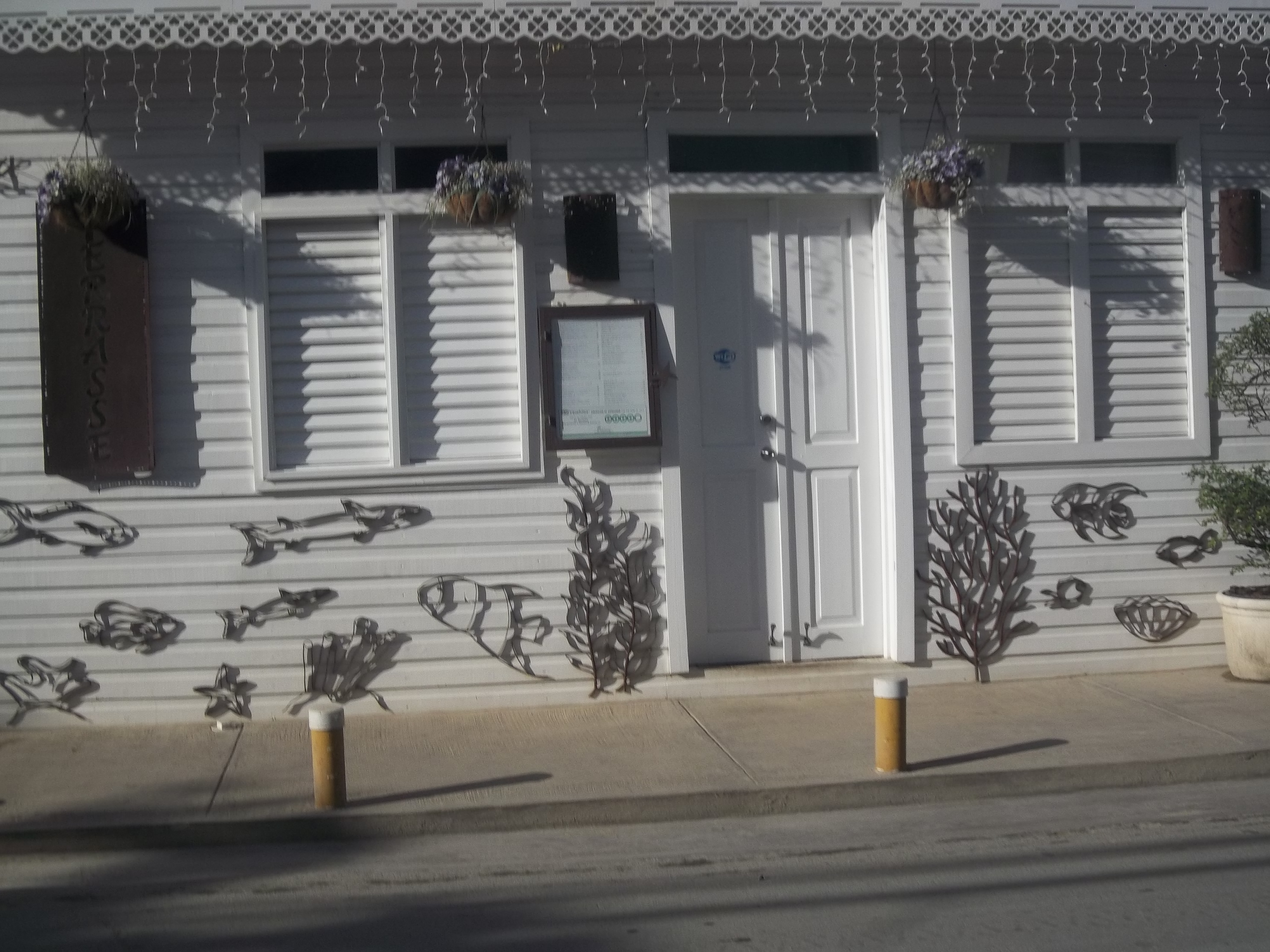
Ristorante

Samaná era un famoso porto degli schiavi per gli inglesi agli inizi del XVII secolo. Oggi, la popolazione è una combinazione di tainos, spagnoli, americani e schiavi africani.
Il nome Las Terrenas proviene dal francese "La Terrienne" (la terratenente), un nome dato nel secolo XVII dai pirati.

## Società

### Evoluzione demografica
Secondo il censimento della popolazione e delle abitazioni del 2002, la città ha una popolazione totale di 13.869, di cui 6.985 uomini e 6.884 donne. Attualmente la popolazione è aumentata in modo significativo a causa della migrazione degli stranieri nella zona.

## Economia

### Turismo
Le principali attività economiche del paese sono il turismo, il commercio e la pesca. 

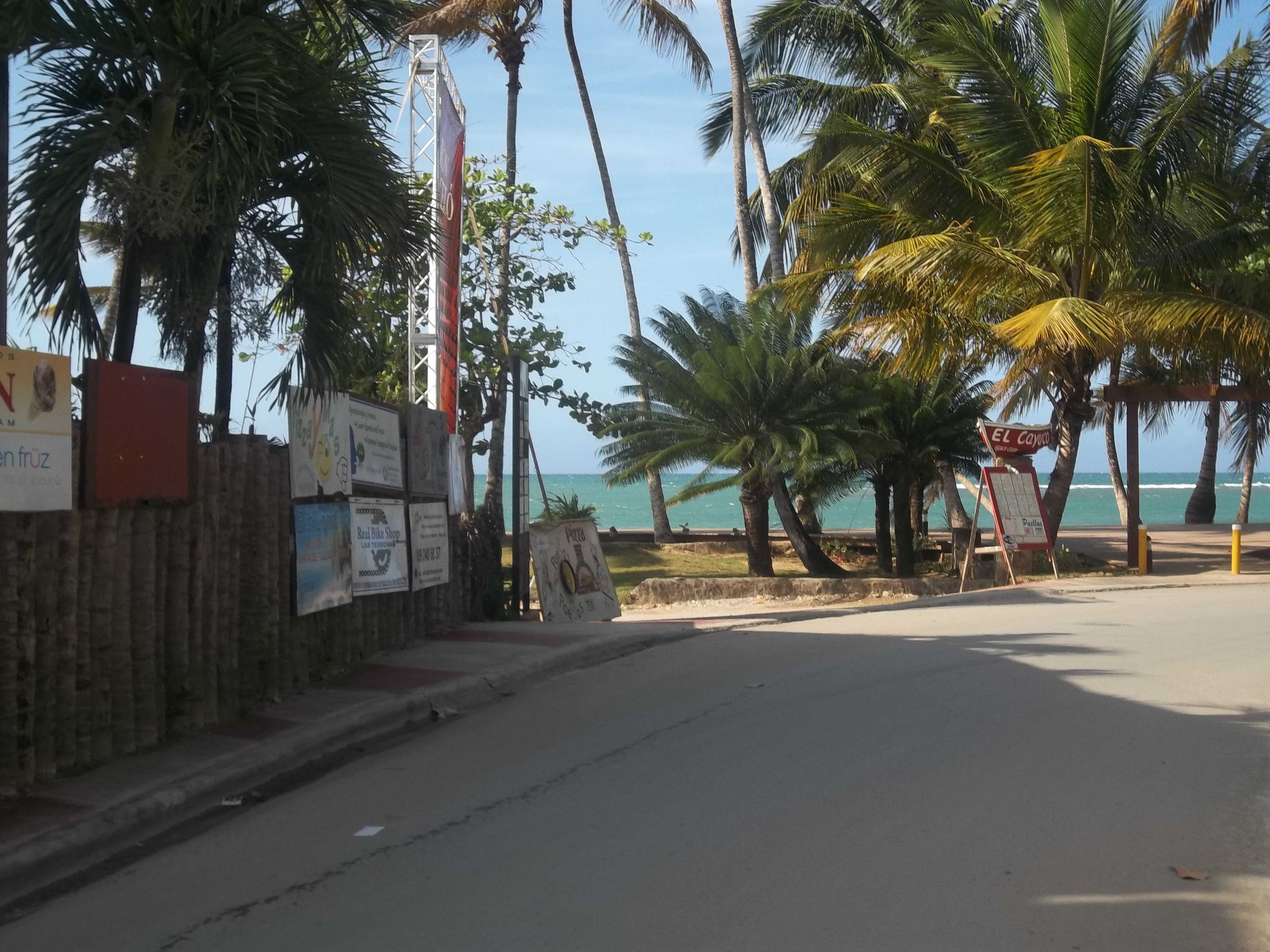
Vista di una strada

Nel 1975 arriva a Las Terrenas Juan il francese e questo significherà per Las Terrenas un cambio per la vita della comunità, che era un villaggio di pescatori, agricoltori, apicoltori, con baracche, senza acqua, elettricità, strade e appena nessuna comunicazione telefonica. Juan il francese, con l'audacia di costruire il mitico Hotel Tropic Banana (che non esiste più), segnerà l'inizio del grande cambiamento.

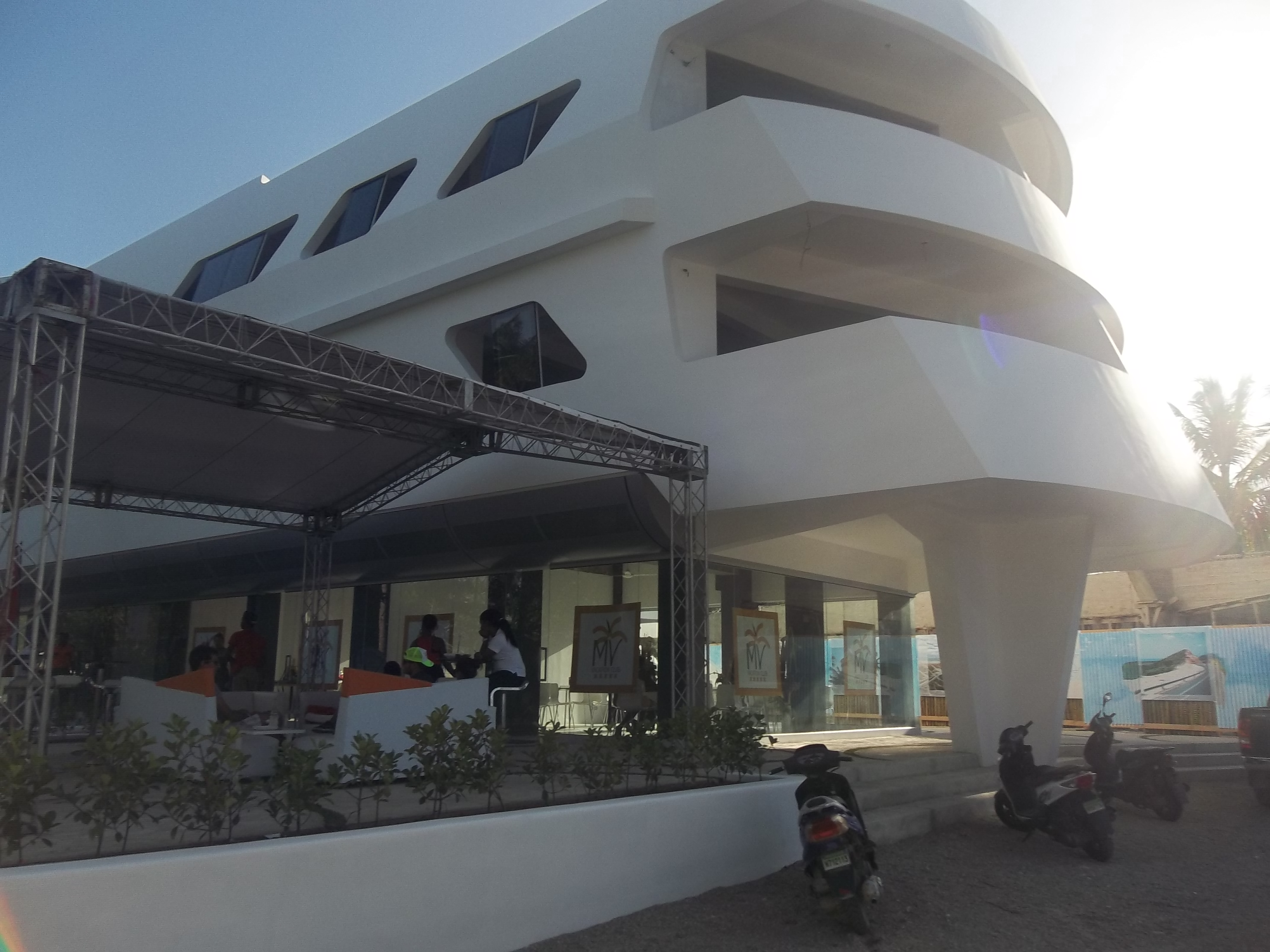
Puerto plaza Las Terrenas

Le spiagge sono la prima attrazione perché la loro bellezza tipicamente caraibica suscita l'interesse dei visitatori per praticare la balneazione, sport acquatici, organizzare matrimoni, feste, girare film, tv reality show, sport acquatici, ecc.
Le colline sono un'attrazione turistica per i visitatori e gli investitori dominicani o stranieri che vogliono costruire o acquistare una seconda casa, preferibilmente con vista sul mare. 

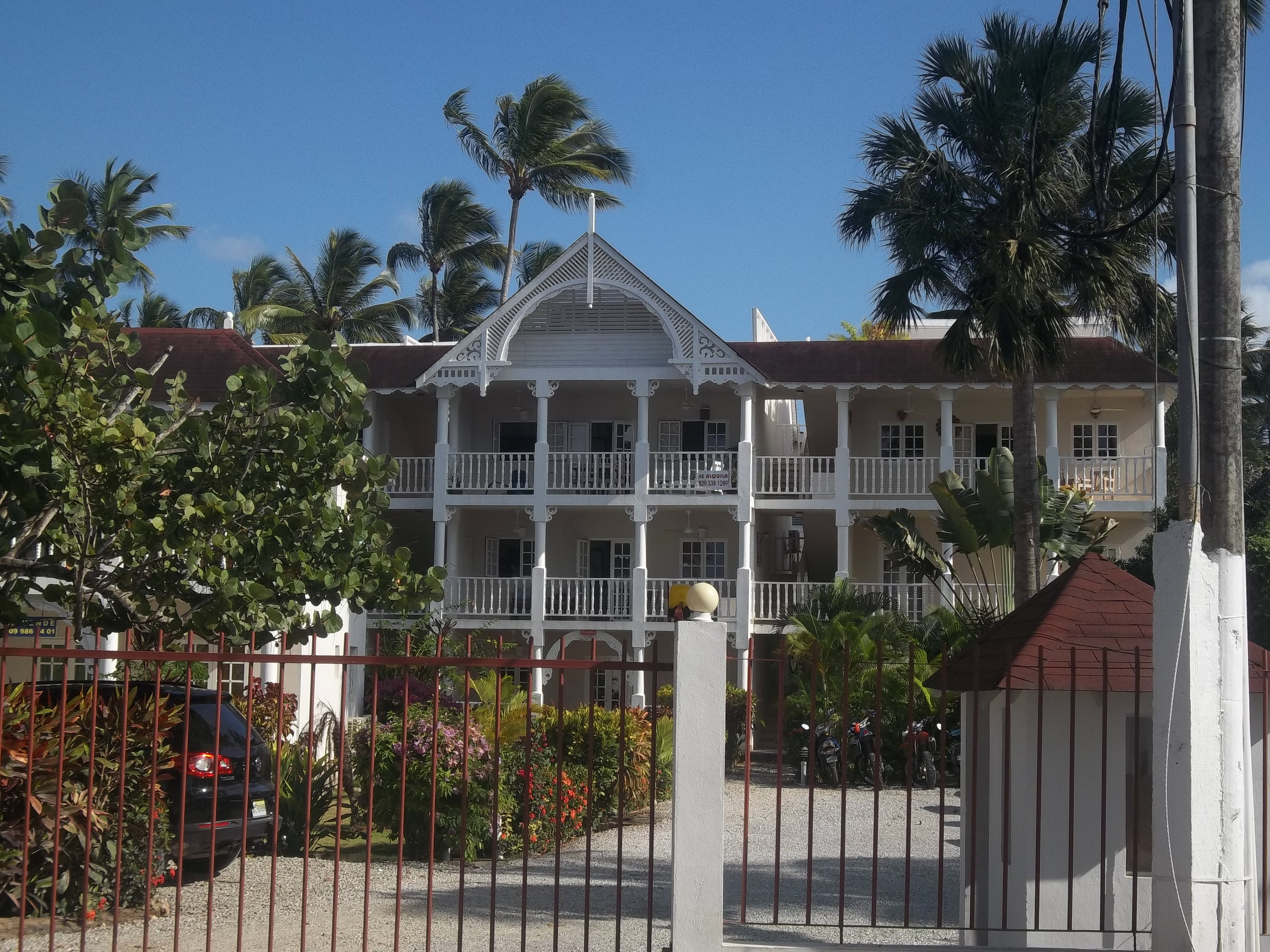
Hotel di fronte all'oceano

Il Pueblo de Los Pescadores, che dopo la sua ricostruzione è un'attrazione artificiale, è un esempio di trasformazione e integrazione del business europeo.
I centri di intrattenimento fanno parte delle attrazioni turistiche di Las Terrenas. Una varietà di opzioni e di vari ambienti permettono ai turisti di vivere luoghi romantici sulla spiaggia, discoteche tipiche, terrazze panoramiche.
Le attività svolte in mare, come immersioni, vela, kite surf e altri, fanno parte delle attrazioni turistiche del luogo, ma anche escursioni naturalistiche, safari, percorsi eco-turistici, 

## Infrastrutture e trasporti
Las Terrenas è un nuovo hotspot per gli stranieri e le persone dalla capitale, Santo Domingo. Dal completamento della nuova strada tra Santo Domingo e Samana, i dominicani hanno iniziato ad arrivare più frequentemente. Il viaggio dura 2 ore dal centro di Las Terrenas al centro della capitale. Inoltre, il nuovo Aeroporto El Catey è aperto per i voli internazionali, che viene utilizzato principalmente per i collegamenti con l'Europa e il Canada. JetBlue lancia 2 voli settimanali non stop da New York nel 2012.
Nel marzo 2012 la nuova strada parte tra El Catey e Las Terrenas è inoltre completata. In realtà, tutte le strade sono asfaltate.